# Viêm cầu thận cấp
Viêm cầu thận cấp là một bệnh lý viêm diễn ra ở cầu thận. Ngày nay, có sự đồng thuận rộng rãi rằng viêm cầu thận cấp là một hội chứng hơn là một bệnh. Nguyên nhân là do người ta phát hiện ra các triệu chứng lâm sàng giống nhau ở những tổn thương mô bệnh học hoàn toàn khác nhau.

### Bệnh nguyên
Do liên cầu nhóm A tan huyết beta, có kháng nguyên M và T ở màng tế bào liên cầu. các type gây nhiễm khuẩn họng (1,2,4,12,18,25). các type gây nhiễm khuẩn sa (49,55,57,60). Khác với thấp khớp cấp là chủng liên cầu nào cũng gây bệnh nên cần phản phòng thấp khớp cấp.
Một tỷ lệ thấp hơn, các nguyên nhân ngoài liên cầu như tụ cầu, phế cầu,não mô cầu, các loại nấm,... thậm chí là virus và các bệnh tự miễn.

### Phân loại
Dựa vào nguyên nhân gây bệnh: chia thành viêm cầu thận cấp liên quan đến sự viêm nhiễm và không liên quan đến sự viêm nhiễm

### Bệnh sinh
Hội chứng viêm cầu thận thường theo sau một sự viêm nhiễm xảy ra ở cầu thận, do sự lắng động của các phức hợp kháng nguyên-kháng thể bị thực bào bỏ sót lắng đọng tại cầu thận. Các phức hợp này được xem như yếu tố lạ xuất hiện tại cầu thận, kích hoạt tiếp tục một quá trình viêm tại đây. Do đó, viêm cầu thận cấp biểu hiện đầy đủ các triệu chứng của một quá trinh viêm đơn thuần.

### Triệu chứng
Huyết niệu: quá trình viêm dẫn đến sự tổn thương nội mô mạch máu tại cầu thận, dẫn đến xuất hiện hồng cầu trong nước tiểu.
Protein niệu: sự tăng tính thấm thành mạch, tổn thương màng lọc làm mất tính tích điện âm và làm rộng lỗ lọc đẫn đến tăng sự khuếch tán protein qua màng.
Thiểu niệu: phù nề, ứ trệ tuần hoàn tại ở viêm làm giảm lưu lượng tuần hoàn đến thận dẫn đến giảm lượng nước tiểu
Ngoài ra, sự suy giảm chức năng lọc ở cầu thận làm ứ trệ các chất thải của cơ thể, bao gồm ure, creatinin, các muối,... gây tăng huyết áp, phù, ure huyết,...